# Rodezijski ridžbek
Rodezijski ridžbek  je rasa pasa razvijena u Rodeziji, sad Zimbabve. Njegovi evropski uzgajivači se mogu pratiti do ranih pionira u Kejp koloniji Južne Afrike, koji su ukrštali svoje pse sa polu-domestikovanim, lovačkim psima Hotentota.
Među svim priznatim rasama ova se izdvaja po jedinstvenom grebenu (eng. ridge) dlake niz leđa, koja raste u obrnutom smeru odnosno ka glavi. Ovakve pse držali su radi društva i lova Hotentoti na jugu Afrike. U XIX veku ukrštani su s holandskim i nemačkim mastifima i goničima po njuhu, i na kraju je kombinacija najboljih osobina proglašena za standard rase na sastanku odgajivača 1922. godine.
U "zemlji lavova" Rodeziji, današnjem Zimbabveu, Ridžbek je nekada nazivan afrički gonič lavova, ali namena mu zapravo nikada nije bila da napada lavove, nego da po mirisu otkriva divljač, mada je svojom snagom pružao zaista izvesnu zaštitu lovcu koji bi se možda iznenada sam pretvorio u lovinu.
Danas je Ridžbek uglavnom porodični ljubimac i čuvar, ali je za mužjake neophodno da vlasnik ima iskustva s psima.

## Literatura
- Fox, Sue (2003). Rhodesian Ridgebacks. Hauppauge, N.Y.: Barron's. ISBN 978-0-7641-2376-4.

## Spoljašnje veze
- Rodezijski ridžbek на веб-сајту  (језик: енглески)
- History of the Rhodesian Ridgeback
- Rhodesian Ridgeback Breed Guide